# Sal Stowers
Saleisha Stowers (Los Ángeles, California; 10 de enero de 1986) es una modelo afrodescendiente ganadora del ciclo 9 de America's Next Top Model. Como parte de los premios, obtuvo un contrato con "CoverGirl"; la portada del mes de febrero de 2008 de la revista "Seventeen" así como un contrato con la agencia Elite Model Management.
Es la tercera mujer afrodescendiente que obtiene el título de "America's Next Top Model", previamente lo obtuvieron Eva Pigford (ciclo 3) y Danielle Evans (ciclo 6).

## Antes del programa e inicios de su carrera
Previo al concurso, Saleisha era una recepcionista en Los Ángeles. Fue al campamento 
"T- Zone", el cual está enfocado en el tratamiento de problemas y mejoramiento de autoestima en las adolescentes creado por Tyra Banks.
Firmó contrato con la "Photogenics Model Management", una prestigiosa agencia de modelos de Los Ángeles y algunos de los primeros trabajos obtenidos fueron un comercial para la cadena de comida rápida Wendy's, una participación como extra en la serie de televisión Ugly Betty, y como modelo en un desfile televisado por el programa de Tyra Banks en dos ocasiones, una sesión fotográfica publicada por la revista "In Touch" y un comercial para la cadena Mitsubishi.

## Escándalo
Desde la victoria de Saleisha, se han incrementado las críticas sobre el proceso de selección de la ganadora del programa; así como su ética. Claramente en el reglamento que firman las concursantes, se menciona que no deben haber tenido experiencia como modelo y de tenerla, no haber participado en ninguna campaña publicitaria a nivel nacional los 5 años previos al concurso, lo que haría que Stowers no fuera una candidata al programa por el anuncio de "Wendy's". La cadena "CW" actual televisora del reality, en un comunicado confirma que el comercial realizado para la cadena de comida rápida, no puede ser considerado como experiencia de modelo.
Así mismo, la relación previa que tuvo Stowers con Tyra Banks en su campamento y sus participaciones posteriores como modelo en su programa, han generado duras críticas sobre la ética del programa y la posible predisposición de Banks por haber elegido a Stowers como ganadora del ciclo 9.